# Hyliotor
Hyliotor (Hyliotidae) är en liten afrikansk familj av ordningen tättingar.

## Kännetecken
Hyliotor är 11–13 cm långa flugsnappar- eller sångarliknande fåglar med relativt kort stjärt. Fjäderdräkten är mörk ovan, hos hanen glansigt blåsvart, och undertill ljus. De förekommer i akaciaskogar, savann och kaffeplantage, där de hoppar i lövverket på jakt efter insekter, ofta i artblandade flockar. Det skålformade boet placeras högt upp i en trädklyka, vari den lägger två till fyra ägg.

## Arter i familjen
Familjen består endast av fyra arter i släktet Hyliota med utbredning i Afrika söder om Sahara:
- Gulbukig hyliota (H. flavigaster)
- Miombohyliota (H. australis)
- Usambarahyliota (H. usambara)
- Violettryggig hyliota (H. violacea)

## Systematik
Fram tills nyligen ansågs hylioterna vara en del av familjen sångare (Sylviidae), nu uppdelad i ett antal familjer i överfamiljen Sylvioidea. DNA-studier visar dock att de inte är särskilt nära släkt med dessa, utan är systergrupp till mesar och pungmesar. Numera placeras de i den egna familjen Hyliotidae.

## Namn
Hyliota kommer från grekiskans ὑλειωτης, huleiōtēs, som betyder "skogsbrukare" och är ett annat namn för skogsguden Pan.